# Wollemi Creek
Wollemi Creek är ett vattendrag i Australien. Det ligger i delstaten New South Wales, i den sydöstra delen av landet, omkring 96 kilometer nordväst om delstatshuvudstaden Sydney.
I omgivningarna runt Wollemi Creek växer i huvudsak städsegrön lövskog. Runt Wollemi Creek är det glesbefolkat, med 17 invånare per kvadratkilometer. Genomsnittlig årsnederbörd är 1 206 millimeter. Den regnigaste månaden är februari, med i genomsnitt 214 mm nederbörd, och den torraste är juli, med 27 mm nederbörd.